# Sandy Island Marine Park
Sandy Island Marine Park är en park i Kanada.   Den ligger i Comox Valley Regional District och provinsen British Columbia, i den sydvästra delen av landet, 3 700 km väster om huvudstaden Ottawa. Sandy Island Marine Park ligger 3 meter över havet. Den ligger på ön Sandy Island.
Terrängen runt Sandy Island Marine Park är huvudsakligen platt, men åt sydväst är den kuperad. Havet är nära Sandy Island Marine Park åt nordost.Närmaste större samhälle är Comox, 9,3 km nordväst om Sandy Island Marine Park. 